# 청산도 슬로걷기축제
청산도 슬로걷기축제는 전라남도 완도군 주관으로 걷기를 테마로 개최되는 생태자원 축제이다. 청산도 일원에서 매년 4월에 개최된다.

## 개요
청산도 슬로길은 청산도 주민들의 마을 간 이동로로 이용되던 길로써 아름다운 풍경에 취해 절로 발걸음이 느려진다하여 슬로길이라 이름 붙여졌으며, 2010년 전체 11코스(17길) 42,195km에 이르는 길이 열렸다. 길이 지닌 풍경, 길에 사는 사람, 길에 얽힌 이야기와 어우러져 거닐 수 있도록 각 코스를 조성한 것이 가장 큰 특징으로 2010년 문화체육관광부 '이야기가 있는 문화생태탐방로'로 선정, 2011년 국제슬로시티연맹 공식인증 세계 슬로길 1호로 지정되는 등 길이 지닌 아름다움을 대외적으로 인정받았다.
청산도 슬로걷기축제는 2009년 제1회 '세계슬로우걷기축제'라는 명칭으로 청산도와 신지명사십리 2곳에서 2일간 진행하였다. 제2회 축제부터는 슬로시티 청산도 한 곳에서 전체 행사를 주최하여 외국인들의 참여를 높였고 명칭도 '청산도 슬로우걷기축제'로 변경하였다. 또한 2012년 제4회 축제부터는 해마다 행사기간이 변경되던 것을 [4월 1일]]부터 4월 30일까지 30일간으로 일정하게 지정하였다.
청산도 슬로걷기축제의 대표 프로그램인 '청·산·완·보'는 슬로길을 느리게 걷고 웃으며 걷다보면 어느새 완보하게 되는 길이란 의미로 시작되어 현재 느림의 미학으로 실천하는 나눔 프로젝트로 재탄생하였다. 42.195Km로 구성된 슬로길 11코스를 걸으면 관광객의 걸음 수만큼 포인트로 적립되어 사회에 환원되는 나눔 기부행사로 새롭게 개편되었다.

## 역대 축제

### 2009년
- 기간 : 2009년 4월 18일 ~ 4월 19일/2일간
- 슬로건 : 건강의 섬, 안단테 완도
- 공식행사 : 제1회 슬로우시티·슬로우푸드 글로벌포럼 세계슬로우걷기축제

### 2010년
- 기간 : 2010년 4월 10일 ~ 5월 2일/23일간
- 슬로건 : 살어리 살어리랏다. 청산愛 살어리랏다
- 공식행사 : 개막식, 전국등산동호회 청산도걷기행사

### 2011년
- 기간 : 2011년 4월 8일 ~ 4월 30일/23일간
- 슬로건 : 느림은 행복이다.
- 공식행사 : 국제슬로시티연맹 제1호 공식길 인증 선포식

### 2012년
- 기간 : 2012년 4월 1일 ~ 4월 30일/30일간
- 슬로건 : 느림은 행복이다.
- 공식행사 : 느림의 종 타종식(제막식)

### 2013년
- 기간 : 2013년 4월 1일 ~ 4월 30일/30일간
- 슬로건 : 느림은 행복이다.
- 공식행사 : 청산도 구들장논 국가중요농업유산 제1호 지정 선포식, 느림 메시지 전달 및 느림의 종 타종

### 2014년
- 기간 : 2014년 4월 1일 ~ 4월 30일/30일간
- 슬로건 : 느림은 행복이다.
- 공식행사 : 제1회 슬로시티 청산도 어워드, 청산도 구들장논 세계농업유산 등재 선포식

### 2015년
- 기간 : 2015년 4월 1일 ~ 4월 30일/30일간
- 슬로건 : 느림은 행복이다.
- 공식행사 : 제2회 슬로시티 청산도 어워드, 힐링토크 시즌2, 나비야 청산가자

### 2016년
- 기간 : 2016년 4월 1일 ~ 4월 30일/30일간
- 슬로건 : 느림은 행복이다.
- 공식행사 : 청산도 100리길 여행(샌드아트 퍼포먼스), 나비야 청산가자, 명창과의 만남(남상일), 힐링토크 시즌3(김병조)